# The Offspring (album)
Albums de The Offspring
Ignition
The Offspring est le premier album de The Offspring. Sorti en 1989 chez Nemesis Records il fut réédité en novembre 1995 chez Nitro Records (label fondé par Dexter Holland et Gregory Kriesel) après le succès de l’album Smash.
Sur ce premier album figurent plusieurs chansons engagées alors que par la suite le groupe n’en fera pratiquement plus. La guerre est un thème récurrent de l’album, plusieurs chansons y faisant référence (Jennifer lost the war, Out On Patrol, Tehran, Kill the president). Un seul single fut tiré de cet album, le double face-A I'll Be Waiting/Blackball, sorti en 1986 avec des moyens dérisoires, vendu à 1 000 exemplaires.

## Liste des titres
| 1.    | Jennifer Lost The War                                             | 2:35 |
| 2.    | Elders                                                            | 2:11 |
| 3.    | Out On Patrol                                                     | 2:32 |
| 4.    | Crossroads                                                        | 2:48 |
| 5.    | Demons                                                            | 3:10 |
| 6.    | Beheaded                                                          | 2:52 |
| 7.    | Tehran                                                            | 3:06 |
| 8.    | A Thousand Days                                                   | 2:11 |
| 9.    | Blackball                                                         | 3:24 |
| 10.   | I'll Be Waiting                                                   | 3:12 |
| 11.   | Kill The President (titre plus présent sur les albums après 2001) | 3:22 |
| 31:23 |                                                                   |      |